# Piotr Masiukiewicz
Piotr Masiukiewicz (ur. 29 marca 1951 w Warszawie) – polski ekonomista, prakseolog, urzędnik państwowy i bankowiec. Wykładowca Szkoły Głównej Handlowej w Warszawie, były prezes zarządu Mazowieckiego Banku Regionalnego.

## Życiorys

### Wykształcenie i kariera naukowa
Absolwent Wydziału Handlu Wewnętrznego Szkoły Głównej Planowania i Statystyki w Warszawie oraz dwóch studiów podyplomowych SGH. Obronił habilitację pt. Zarządzanie sanacją banku. Ukończył szkolenia dla menedżerów bankowych organizowane m.in. przez Bank Światowy. Profesor emerytowany w Instytucie Zarządzania Wartością SGH oraz były profesor w Instytucie Orgmasz. Jego zainteresowania badawcze obejmują: zarządzanie kryzysami, restrukturyzacja i naprawa przedsiębiorstw oraz banków, funkcjonowanie enklaw finansowych (w tym piramid finansowych), analiza finansowa i wiarygodności przedsiębiorstw, ekonomia współdzielenia, bankowość islamska. Pełnił szereg funkcji w nauce w latach 2005–2021, m.in. wiceprzewodniczący Rady Naukowej Instytutu Orgmasz, członek Senackiej Komisji Nauki SGH, Sekretarz Rady Kolegium Nauk o Przedsiębiorstwie SGH, członek International Advisory Board „Praxiology” (Routlege, New York).
W latach 2015–2019 redaktor naczelny miesięcznika Ekonomika i Organizacja Przedsiębiorstwa.
Od 2019 prezes Zarządu Głównego Towarzystwa Naukowego Prakseologii, przewodniczący Rady Naukowej „Prakseologia i Zarządzanie. Zeszyty Naukowe TNP”, członek Rady Redakcyjnej Prakseologia (PAN). Kierownik Studiów Podyplomowych Zarządzanie Restrukturyzacją i Naprawą Przedsiębiorstw w SGH oraz członek Kapituły nagrody za najlepszą monografię z zarządzania, KNoP SGH. Członek Rady Wydawniczo-Naukowej Portalu Wiedza i Edukacja – Polska.
Od wielu lat jest członkiem International Chamber of Commerce, Paris (Polski Komitet Narodowy), członkiem Polskiego Towarzystwa Ekonomicznego, członkiem Towarzystwa Naukowego Prakseologii.
Autor lub współautor 42 prac badawczych, zrealizowanych w ramach badań CPBR, badań FEiBB, badań własnych oraz badań statutowych SGH i TNP, badań w Instytucie Orgmasz oraz w ramach grantu NCN MNiSW. Autor 22 ekspertyz i opinii, m.in. dla Banku Światowego, GINB NBP, Komisji Sejmowej KFiS, KGHM Polska Miedź, Deutsche Bank SA, Związek Banków Polskich i inne. Autor ponad 300 publikacji (w tym 23 monografie i podręczniki), w tym 75 publikacji anglojęzycznych w 20 krajach świata. Dwie monografie otrzymały nagrody Targów Książki Ekonomicznej, a dziesięć nagrody Rektora SGH.

### Kariera zawodowa w sektorze finansowym
W latach 1986–1991 był doradcą Prezesa Rady Ministrów Zbigniewa Messnera oraz wiceprezesa Rady Ministrów Leszka Balcerowicza.
W latach 1991–2004 pełnił funkcje prezesa i wiceprezesa zarządu banków oraz przewodniczącego i członka zarządów komisarycznych banków, m.in. Animex Bank, Bank Staropolski, Bank Wschodni, Bank Przemysłowy. Organizator i pierwszy prezes zarządu Mazowieckiego Banku Regionalnego SA w Warszawie. Członek rad nadzorczych, m.in. Biura Informacji Kredytowej oraz Systemu Ochrony Zrzeszenia Banku Polskiej Spółdzielczości.

## Odznaczenia i wyróżnienia
- Brązowy Krzyż Zasługi[18]
- Srebrna Odznaka Zasłużony Działacz Turystyki[18]
- Odznaka honorowa „Za zasługi dla bankowości Rzeczypospolitej Polskiej” (2004)[18][19]
- Złota Odznaka Ludowych Zespołów Sportowych[18]
- Srebrna Odznaka Towarzystwa Naukowego Organizacji i Kierownictwa[18]
- Odznaka Honorowa Związku Banków Polskich[18]
- Srebrny Medal Mikołaja Kopernika[18][11]